# 하서중학교
하서중학교(下西中學校)는 대한민국 전북특별자치도 부안군 하서면 석상리에 있는 공립 중학교이다.

## 학교 연혁
- 1971년 1월 16일 : 하서중학교 설립 인가
- 1971년 3월 5일 : 개교 및 입학식 (4학급 280명)
- 2022년 7월 7일 : 학교 재건축 교사 준공(현 교사로 이전)
- 2023년 9월 1일 : 제17대 이은희 교장 부임
- 2023년 12월 29일 : 제51회 졸업(졸업생수 9명, 총계 6,725명)

## 참고 자료
- 하서중학교 - 한국교육학술정보원 학교알리미